# انجمن سلطنتی علوم نروژ
انجمن سلطنتی علوم نروژ، قدیمی‌ترین انجمن علمی در نروژ است. این مؤسسه در سال ۱۷۶۰ میلادی توسط اسقف جان ارنست گونروس؛ و چند تن از دانشمندان وقت، تحت عنوان «انجمن تروندهایم» تأسیس شده‌است. در ۱۷ جولای سال ۱۷۶۷، این انجمن، رسماً تحت حمایت سلطنتی، قرار گرفت و انجمن سلطنتی علوم نروژ نام داده شد. پادشاه نروژ، عالی‌ترین حامی رسمی این انجمن است.

## هدف و شیوه عمل
هدف انجمن سلطنتی علوم نروژ، گسترش دانش است. این مؤسسه چند برنامه پژوهشی را مدیریت می‌کند. همچنین انجمن سلطنتی علوم نروژ، سرمایه موجود در چند شرکت مربوط را اداره می‌نماید و امکانات مالی کسب شده را در خدمت اهدف مؤسسه، استفاده و توزیع می‌کند. از جمله خدمات انجمن سلطنتی علوم نروژ، حمایت مالی از فعالیت‌های فرهنگی و علمی؛ و اهدای جایزه و مدال است. برای مثال از سال ۱۹۲۷ میلادی، مدال  گونروس، که بر اساس نام یکی از بانیان مؤسسه، یعنی جان ارنست گونروس، نامگذاری شده‌است؛ در چند رشته علمی، به خادمان برجسته دانش، در نروژ و دیگر کشورها، تقدیم شده‌است.
 انجمن سلطنتی علوم نروژ، ناشر نشریات علمی است. اولین نشریه این مؤسسه در سال ۱۷۶۱ میلادی، منتشر شد و با این حساب اولین سری ادامه‌دار و منظم نشریات علمی در کشورهای نوردیک، محسوب می‌شود. از سال ۱۹۲۶ میلادی، انجمن سلطنتی علوم نروژ، یک گزارش سالانه منتشر کرده‌است. این گزارش سالانه در حال حاضر به نام کتاب سال انجمن سلطنتی علوم نروژ، منتشر می‌شود.

## تشکیلات انجمن
انجمن سلطنتی علوم نروژ، در سال ۱۹۲۶ میلادی، تجدید سازمان شد و به ۲ بخش تقسیم گردید. یک بخش، انجمن علمی و بخش دیگر، موزه علمی، نام گرفت. در سال ۱۹۶۸ میلادی، با تأسیس دانشگاه در تروندهایم، این موزه به عنوان یک بخش به دانشگاه پیوست. در حال حاضر موزه علوم، یک واحد مجزا در مجتمع دانشگاه علم و فناوری نروژ است و مستقیماً زیر نظر هیئت مدیره دانشگاه فعالیت می‌کند.
 از سال ۲۰۰۲ میلادی، انجمن سلطنتی علوم نروژ، از یک بخش فرهنگی، با اعضای منتخب، تشکیل شده؛ که مسئول برگزاری جلسات و روابط عمومی است؛ و یک بخش دیگر علمی که مسئول پی‌گیری تحقیقات علمی خود مؤسسه است یا از تحقیقات علمی در مؤسسات دیگر حمایت می‌کند.

## ترکیب اعضاء
حداکثر تعداد اعضای انجمن سلطنتی علوم نروژ، تا سال ۲۰۲۰ میلادی، ۴۳۵ نفر بوده‌است. اعضایی که بیشتر از ۷۰ سال سن دارند در شمارش اعضاء منظور نمی‌شوند. همچنین این انجمن دارای حداکثر ۳۰ عضو وابسته است. اعضای انجمن به ۲ گروه علوم انسانی و علوم طبیعی تقسیم می‌شوند.

سابقاً در ۲۶ فوریه هر سال، یعنی روز تولد جان ارنست گونروس، بانی انجمن، مراسمی به مناسبت بزرگداشت سالگرد تأسیس انجمن سلطنتی علوم نروژ، برگزار می‌شد؛ اما امروزه این مراسم در اولین جمعه ماه مارس هر سال اجرا می‌شود.

## یادداشت
1. ↑   ۱- به نروژی:Det Kongelige Norske Videnskabers Selskab
 ۲- به انگلیسی: Royal Norwegian Society of Sciences and Letters